# 札幌市立前田北小学校

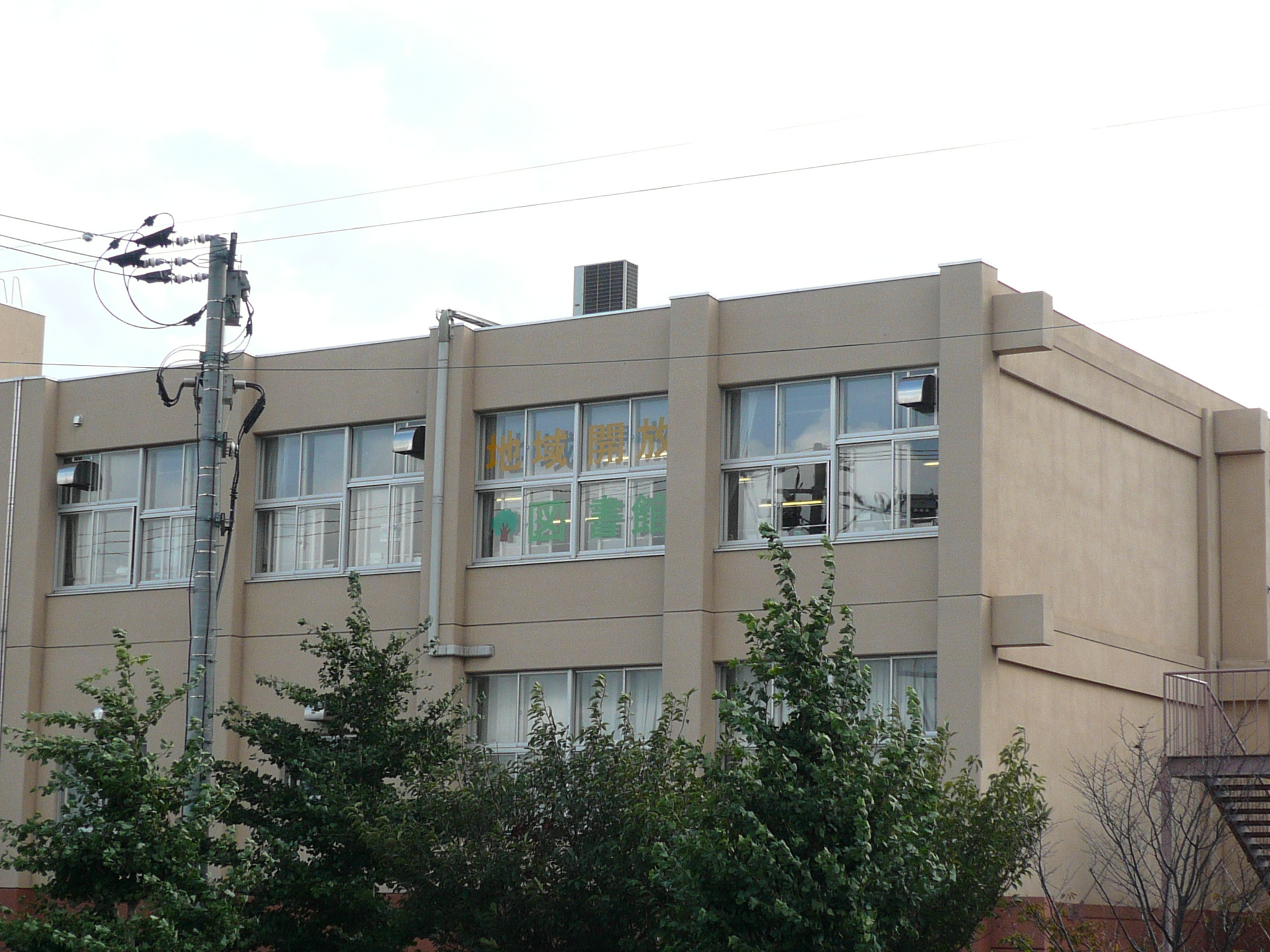
地域開放図書館「森の本棚」（2010年9月）

札幌市立前田北小学校（さっぽろしりつまえだきたしょうがっこう）は、北海道札幌市手稲区前田にある公立小学校。スポーツ・音楽に力を入れており、30人31脚の常連校で、音楽コンクールにも出場。以前、STVのニュース番組に出演した事がある。児童の減少に悩まされている。通称は、「前北小」。

## 概要

### 教育目標
- 深く考える子（知）、仲良く助け合う子（情）、がまん強い子（意）、明るく元気な子（体）

### 校歌・応援歌・校木
- 札幌市立前田北小学校校歌 - 作詞：眞島弘治（初代校長）、作曲：五十嵐宏明（初代教頭）
- 札幌市立前田北小学校応援歌（運動会の歌） - 作詞：児童会書記局、作曲：金山順子
- 校木 - アカシア

### データ
2008年5月2日現在。
- 職員数 - 22名
- 児童数 - 285名（男子142名・女子143名）
- 学級数 - 2学年-1学級、1・3～6学年-2学級

## 沿革
- 1980年（昭和55年）4月1日 - 札幌市立前田北小学校設置。
- 1981年（昭和56年）3月25日 - 札幌市手稲鉄北小学校より378名転入。
- 1982年（昭和57年）6月30日 - 飼育舎が完成する。
- 1983年（昭和58年） - 屋内プールが完成する。
- 1984年（昭和59年） - 校舎が増築（3教室分）される。
- 1985年（昭和60年）10月31日 - 開校5周年を祝う会・式典を挙行。
- 1986年（昭和61年）5月31日 - 前庭花壇が完成する。
- 1986年（昭和61年）6月21日 - 水田が完成し、田植えが開始される。
- 1990年（平成2年）10月19日 - 全国学校体育研究大会の会場校となる。
- 1990年（平成2年）11月10日 - 開校10周年記念式典を挙行。
- 1990年（平成2年）11月26日 - 玄関前の庭園が完成する。
- 1995年（平成7年）10月17日 - 視聴覚室が完成する。
- 1998年（平成10年）8月14日 - プール改修工事が完了する。
- 1999年（平成11年）3月31日 - コンピュータ室が完成する。
- 1999年（平成11年）11月30日 - グラウンド・フェンス改修工事が完了、物置が移転する。
- 2000年（平成12年）10月28日 - 開校20周年記念式典を挙行。
- 2001年（平成13年）10月31日 - 校舎3階の図書館が地域開放図書館「森の本棚」となる。
- 2002年（平成14年）3月15日 - 校舎3階の教室2室を改修し、多目的室（ランチルーム）を新設する。
- 2004年（平成16年）6月7日 - 前庭花壇レンガ塀改修工事が完了する。
- 2005年（平成17年）6月1日 - 玄関に「前田北だから、・・・あったかい」パネル設置。
- 2006年（平成18年）6月30日 - ふれあい学習が開始される。
- 2007年（平成19年）3月29日 - コンピュータ室の設備入換工事が完了する。
- 2007年（平成19年）10月1日 - 校舎外部改修工事が完了し、外壁が2色から3色になる。
- 2008年（平成20年）4月1日 - 2学期制に移行する。
- 2009年（平成21年）4月1日 - 事務室を設置する。
- 2010年（平成22年）6月11日 - 北海道日本ハムファイターズの武田勝選手、紺田敏正選手が学校を訪問。ファイターズ交流会が開かれる。

## 歴代校長
- 初代 - 眞島弘治（1980年～1984年）※同校にて定年退職
- 第2代 - 後藤文男（1984年～1987年）
- 第3代 - 前田典廣（1987年～1991年）
- 第4代 - 金谷拓彦（1991年～1994年）※同校にて定年退職
- 第5代 - 山形進（1994年～1996年）
- 第6代 - 福永圭伸（1996年～1998年）
- 第7代 - 豊田伸（1998年～2002年）
- 第8代 - 黒坂由紀子（2002年～2005年）
- 第9代 - 菅原清貴（2005年～2008年）
- 第10代 - 鑪和幸（2008年～2011年）
- 第11代 - 近野豊（2011年～）※同校にて定年退職

## 周辺
- 国道337号（道央新道・道央圏連絡道路）
- 北海道道125号前田新川線（新川通）
- 新川
- 前田森林公園・前田森林公園橋
- 前田ふれあい橋（人道橋）
- 聞佛寺
- 北海道科学大学
- 北海道札幌手稲高等学校
- 札幌市立前田北中学校
- 北海道札幌高等養護学校

## 交通機関

### 路線バス
- 北海道中央バス「前田森林公園停留所」から徒歩5分。

## その他
- 札幌市立手稲北小学校に給食室が設置されていないため、給食を供給している。
- 札幌市教育委員会の事業である「札幌市学校図書館地域開放事業」の指定校となっている。